# Солянка по-кентуккийски
«Соля́нка по-кентукки́йски» (или «Сборная солянка по-кентуккийски», встречается вариант с сохранением каламбура: «Кентуккийская жареная киношка», англ. The Kentucky Fried Movie — дословно «Кентуккийский жареный фильм» — игра слов c названием известной сети ресторанов Kentucky Fried Chicken (KFC) — американский комедийный кинофильм 1977 года, кинопародия. Первый фильм трио Джима Абрахамса и братьев Дэвида и Джерри Цукеров («трио ZAZ»), имел большой успех.

## Сюжет
Эта пародийная комедия состоит почти целиком из коротких сценок. В фильме собрано больше двух десятков маленьких и больших историй, пародирующих как фильмы разных жанров, так и американское телевидение в целом.